# Барч, Генрих

Генрих Леопольд Барч

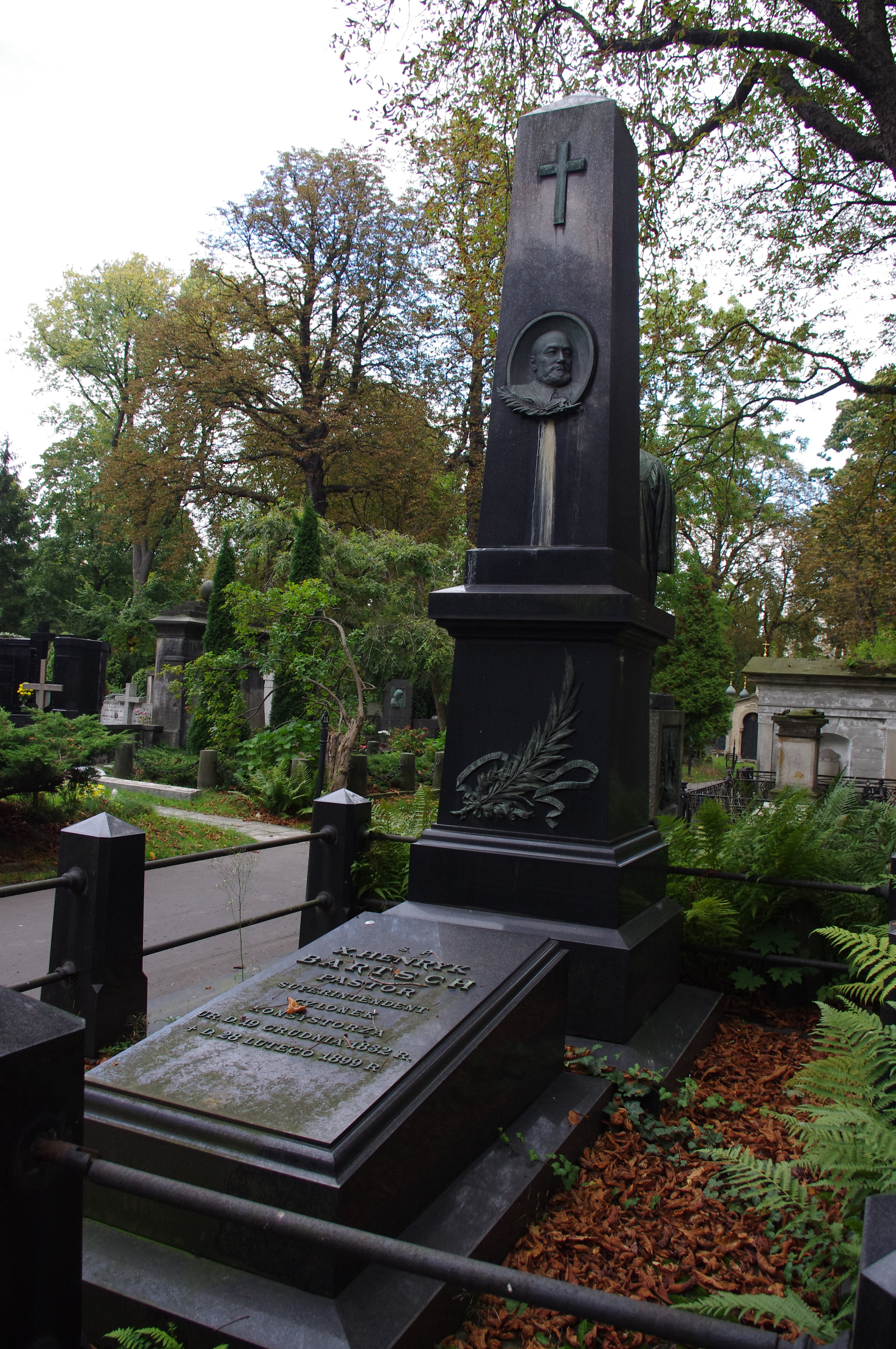
Памятник на могиле Барча на евангелистском кладбище Варшавы

Генрих Леопольд Барч (пол. Henryk Leopold Bartsch; 19 декабря 1832, Владиславов близ Калиша — 28 февраля 1899, Варшава) — польский священнослужитель, писатель, богослов, переводчик.

## Биография
Обучался на богословском факультете Дерптского университета (ныне Тартуский университет). Позже — евангелистский викарий прихода святой Троицы (1855—1858), в 1883 году избран вторым священником, а с 1895 по 1899 — пастором прихода в Варшаве. Был советником консистории, и в последующие годы 1897—1899 — епископа епархии Варшавы.
В 1861 году совершил путешествие в Египет, Турцию и Палестину.
Автор книг проповедей и путешествий:
- Mowy okolicznościowe i trzy kazania (1872)
- Wspomnienia z podróży do Kairu i Jerozolimy odbytej w roku 1861 (1873)
- Listy z podróży po Grecyi (1874)
- Z teki podróżnika. Szkice dawne i nowe. Oryginalne i tłumaczone (1883)

Перевёл в 1876 на польский язык книгу Э. Лас Каза «Мемориал Святой Елены» (Mémorial de Ste Hélène, 1822—1823).
Похоронен на лютеранском кладбище Варшавы.